# Elk Mountains
Elk Mountains je pohoří ve středo-západní části Colorada, ve Spojených státech amerických. Rozkládá se na území okresů Pitkin County, Gunnison County a Eagle County. Je součástí jižní části Skalnatých hor. Pohoří je známé vysokými, skalnatými horskými štíty. Celkem šest nejvyšších vrcholů náleží k tzv. fourteeners (jsou vyšší než 14 000 stop, 4 267 metrů).

## Geografie
Elk Mountains se rozkládá na ploše okolo 4 000 km2, největší šířka a délka pohoří je okolo 90 km.
Pohoří vytváří obtížně prostupnou bariéru a je průchozí pouze několika málo průsmyky.